# Geist und Leben
Geist und Leben. Zeitschrift für christliche Spiritualität (en français : Esprit et vie; revue de spiritualité chrétienne), est une publication bimensuelle des pères Jésuites allemands.  Fondée en 1926 elle publie des études sur la théologie et la pratique de la vie spirituelle et la tradition mystique chrétienne.

## Histoire
Fondée en 1926 à Innsbruck (Autriche) par le père jésuite autrichien Alois Ersin (1868-1946) sous le titre de Zeitschrift für Aszese und Mystik (Revue d’Ascèse et de mystique) la revue publiait au départ surtout des articles sur l’histoire de la spiritualité. Son champ théologique est influencé par la revue espagnole La vida sobrenatural, du père dominicain J.G. Arintero (Bilbao, 1921) et par la Revue d’ascétique et de mystique fondée par le père Joseph de Guibert (Toulouse, 1920). 
L’orientation moderne de la publication - avec son nouveau titre de ‘Geist und Leben’ - fut donnée en 1947 (volume 20) par le père Friedrich Wulf, qui en fut directeur jusqu’en 1969. Le père Wulf participa comme ‘peritus’ au concile Vatican II. Son programme éditorial s’inspire aujourd’hui d’une « spiritualité intégrative » dans la tradition ignacienne (Ignace de Loyola), fondateur de l’Ordre jésuite. 
Geist und Leben fournit un forum aux personnes qui, bien que de traditions théologiques différentes, s’intéressent à la spiritualité, c’est-à-dire à l’action de l’Esprit Saint au sein de la communauté chrétienne ecclésiale comme dans la vie personnelle de chaque chrétien. La revue est la seule de son genre en langue allemande.
De 1929 à 2004, la rédaction de la revue se trouvait à Munich, en Bavière. Depuis lors elle se trouve à Cologne, Paraissant six fois par an, chaque numéro compte environ 80 pages.